# 塞格拉本河 (施瓦茨巴赫河支流)
47°37′53″N 8°25′46″E / 47.631320°N 8.429442°E

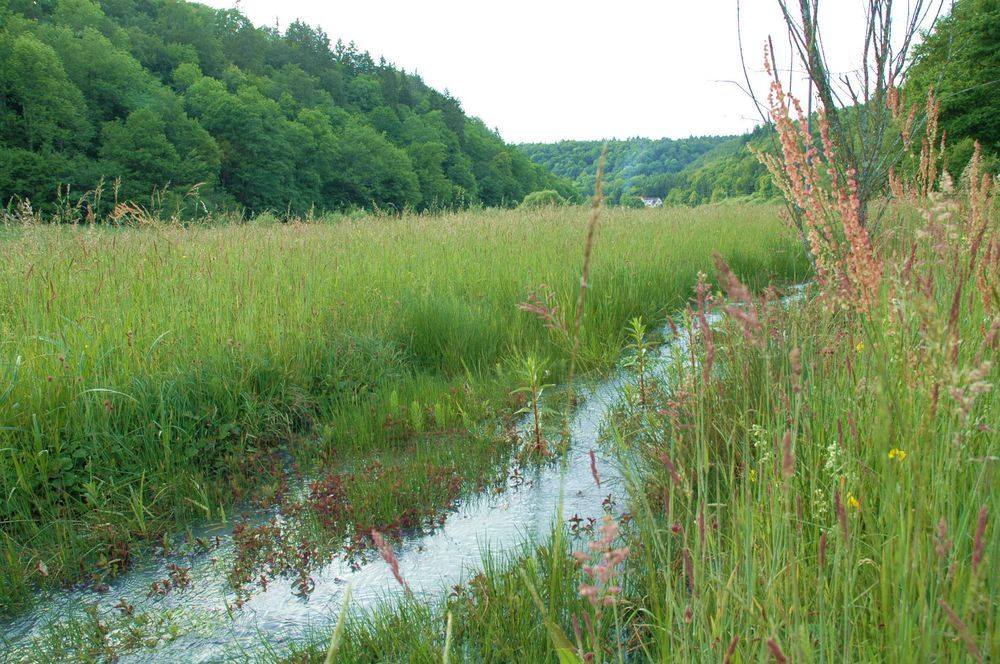

塞格拉本河是瑞士的河流，位於該國北部，流經沙夫豪森州，屬於施瓦茨巴赫河的右支流，河道全長12.2公里，流域面積27平方公里，河口處在克萊特高。